# Hochlarer Krippenspiel
Das Hochlarer Krippenspiel wird alljährlich vom Recklinghäuser Verkehrs- und Verschönerungsverein Hochlar (im Stadtteil Hochlar) veranstaltet.
Es findet immer an der Remise an der Unterstraße im alten, historischen Ortskern statt. Dort ist ein offener Stall aufgebaut, der die Geburtsstätte Jesu darstellt. Nach der bekannten Weihnachtsgeschichte kommen Maria und Josef in keiner Herberge unter und werden in einen Stall verwiesen. Dieses wird in Hochlar in jedem Jahr am dritten Adventssonntag in Szene gesetzt. Besonderes Augenmerk wurde auf die detaillierte Gestaltung der Umgebung des Stalles und die besondere Atmosphäre gelegt.
Neben Weihnachtsliedern wird das gesamte Spiel von Laienschauspielern aufgeführt. Die Umgebung wird möglichst lebensecht gestaltet, indem Schafe, Esel und Ochse als lebende Requisiten dienen. Mittlerweile werden die aufgebauten Tribünen dem Andrang nicht mehr gerecht. Eine Vergrößerung der Veranstaltungsfläche ist aufgrund der örtlichen, beschränkten Gegebenheiten nicht möglich. Daher wurde neben den zwei üblichen Darbietungen eine dritte eingeführt, sie beginnen um 15:30 Uhr, 17:00 Uhr und 18:30 Uhr.
Zur Abrundung findet alljährlich ein kleiner Weihnachtsmarkt statt. Die anfallenden Kosten werden durch Spenden gedeckt.